# Hesjeberg
Hesjeberg est une localité du comté de Troms, en Norvège.

## Géographie
Administrativement, Hesjeberg fait partie de la kommune de Gratangen.